# La guerra dei mondi (romanzo)
La guerra dei mondi (The War of the Worlds) è un romanzo di H. G. Wells pubblicato originariamente a Londra in 9 puntate, da aprile a dicembre del 1897, sul Pearson's Magazine e riproposto in contemporanea su Cosmopolitan. È considerato come uno dei primi romanzi del genere fantascientifico ed è probabilmente rimasta l'opera più famosa di Wells.
La guerra dei mondi venne adattato da Orson Welles in un celebre programma radiofonico nel 1938. La storia, narrata in forma di cronaca, venne interpretata in modo così realistico che una parte del popolo statunitense credette realmente che stesse avvenendo un'invasione di extraterrestri, rimanendone scossa e turbata.
La prima edizione in italiano risale al 1901 edita da Francesco Vallardi.

## Trama
(primo capitolo del romanzo)

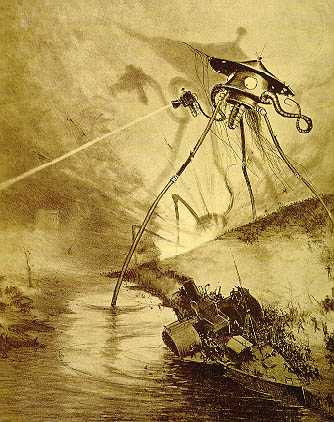
Tripode alieno in un'illustrazione di Henrique Alvim Corrêa dell'edizione francese del 1906 de La guerra dei mondi.

Il protagonista è uno scrittore di discreta fama che, di tanto in tanto, fa visita al suo amico Ogilvy, astronomo presso un osservatorio della città britannica di Ottershaw. I due causano grande curiosità tra le comunità scientifiche quando avvistano delle esplosioni a ritmi regolari sulla superficie di Marte.
Più avanti, un oggetto fiammeggiante simile ad una meteora precipita nella landa di Woking, sud-ovest di Londra, vicino alla casa del protagonista, producendo un grosso cratere sul punto d'impatto. Ogilvy è fra i primi ad avvicinarsi alla presunta meteora, che si rivela presto essere in realtà uno strano oggetto gigantesco, simile a un cilindro metallico. Il gruppo resta sul luogo fino alla sera dove un ragazzo viene spinto dalla folla nel cratere dove la cima del cilindro si svita e fuoriescono alcuni marziani, creature simili a piovre grosse quanto un orso, che mal sopportando l'atmosfera terrestre, rientrano subito all'interno. Il gruppo si allontana e il ragazzo viene trascinato nel cilindro. Un gruppo di tre uomini, tra i quali Stent Henderson e lo stesso Ogilvy, avanzano verso il cilindro sventolando una bandiera bianca, ma i marziani li carbonizzano con un "raggio di calore", simile a un raggio laser. Nonostante ciò il protagonista viene mancato per miracolo, riuscendo quindi a scappare verso casa. Durante la notte dal cilindro fuoriescono del fumo verde e degli strani suoni simili a dei martellamenti.
Il mattino seguente l'esercito circonda il cratere dove è caduto il cilindro mentre ne cade un altro nei boschi vicini. Durante il mattino il protagonista ode degli spari di mitragliatrici e di cannoni provenienti da entrambi i cilindri caduti, fino a quando vede i boschi bruciare e un campanile crollare. Quindi decide di portare la moglie al sicuro a casa dei suoi parenti a Leatherhead, finché la minaccia non verrà eliminata. Al suo ritorno di sera, però, scopre che i sobborghi sono deserti ma intatti fino a che non si ritrova davanti tre gigantesche macchine da combattimento a tre gambe, i "Tripodi", costruiti dai marziani la notte prima. Armate di raggio di calore e di uno strano fumo nero tossico, queste hanno facilmente sconfitto l'esercito che le circondava, per poi procedere ad attaccare le città vicine. Nel tentativo di sfuggire ai tripodi, il protagonista commette un'imprudenza, e il carro su cui si stava spostando si rovescia, spezzando l'osso del collo al cavallo. Lui fugge in un fossato e su un colle boscoso, dove si sono diretti i marziani, nella direzione di casa sua. Durante il viaggio si imbatte nel cadavere del bottegaio, a cui aveva promesso il carro, scaraventato contro una staccionata con l'osso del collo rotto.
Il protagonista, dopo essere tornato a casa, si affaccia alla finestra del suo studio e si trova davanti ad uno scenario apocalittico: a sinistra Woking distrutta tranne la stazione, al centro gli alberi scomparsi e le ombre dei Tripodi in lontananza, e a destra la landa, un treno e il campanile distrutti e dei campi in fiamme. Mentre è affacciato, il protagonista incontra un artigliere in ritirata, che entra nel suo giardino, per poi essere accolto come ospite. Il soldato, in preda ad una crisi, lo informa che un altro cilindro marziano è atterrato tra Woking e Leatherhead, tagliando la strada al protagonista verso la moglie. I due cercano di fuggire, ma si separano sul Tamigi dove una gran folla sta tentando di salire su un traghetto per fuggire. Compare uno dei Tripodi, che viene però abbattuto dall'artiglieria britannica, e i pezzi del cannone laser danneggiato cadono nel fiume facendolo ribollire. Altri intanto, compreso il protagonista, cercano di attraversare il Tamigi in barca per arrivare nella regione del Middlesex, mentre i marziani si ritirano.
Altri cilindri marziani cadono su tutta l'Inghilterra meridionale e a Londra scoppia il panico più totale. Il fratello del protagonista (i suoi fatti sono raccontati in contemporanea malgrado egli non sia col fratello, tramite il racconto postumo agli avvenimenti detti al protagonista) dopo aver saputo dell'invasione, subito si mette in marcia per scappare da Londra. Tra la gente scoppia un tumulto tremendo: alcuni impazziscono, altri danno di matto con notizie spesso deviate o ingigantite sull'avanzata dei marziani, mentre altri, per scappare, sono disposti persino ad ammazzare e nessuno sembra più avere scrupoli di alcun tipo allo scopo di scappare e l'egoismo e la violenza diventano le uniche due prerogative della popolazione inglese nel trambusto generale, che andava oltre il panico. Il fratello del protagonista, nel tragitto, incontra due donne che stanno venendo derubate del calesse da tre delinquenti, che il fratello del protagonista affronta e vince, pur uscendone con lividi e insanguinato su mani e volto, dopo una dura lotta. Queste si riveleranno essere moglie e sorella di un chirurgo che, prima dell'invasione, le aveva lasciate, a causa di un'emergenza, con ordine di fuggire, ma promettendo di tornare una volta ultimato il proprio dovere. Così, i tre fanno amicizia e si aiutano nella precipitosa, tremenda e cruenta fuga da Londra verso il mare, dove intendono prendere un battello per scappare nel continente europeo e salvarsi, dopo che Londra viene ricoperta dal fumo nero. Dopo essere riusciti ad imbarcarsi in tutta fretta e pagando un'ingente somma, si mettono in salvo e dopo qualche angosciante ora il battello finalmente salpa, ma non passa molto prima che tre marziani, uno dopo l'altro, si mostrino in lontananza ancora lontani dal mare. Subito dopo quest'avvistamento inizia un combattimento molto avvincente tra questi e l'ariete torpediniere Folgorante,  il quale riesce ad abbattere due Tripodi, prima di affondare. Ciò nonostante, il fratello del protagonista, insieme a due compagne di viaggio incontrate per strada, riescono a sbarcare nell'Europa continentale. Poco dopo, tutta la resistenza militare viene abbattuta e i Tripodi vagano ormai ovunque, catturando gli umani per potersi cibare del loro sangue. Una strana pianta rampicante rossastra, simile all'erica, ricopre il paesaggio danneggiando l'ecologia terrestre, segno che i marziani hanno iniziato un'operazione di terraformazione per rendere il pianeta Terra simile al proprio.
Il protagonista, che nel frattempo si era rifugiato in un edificio in rovina sulle sponde del Tamigi, incontra un pastore impazzito per il trauma dell'invasione. Egli è convinto che i marziani siano creature sataniche giunte per annunciare l'Armageddon. Nei giorni seguenti, il protagonista e il pastore vagano fino ad una casa abbandonata, dove però un altro cilindro precipita nelle immediate vicinanze, e così i due possono spiare per qualche giorno che cosa fanno i marziani. Il protagonista cerca disperatamente di calmare il pastore per non attirare i Tripodi. Ma un giorno il pastore esce allo scoperto urlando evasioni evangeliche, e il protagonista è costretto a colpirlo facendogli perdere i sensi, nascondendosi nella carbonaia, mentre il corpo del pastore viene trascinato via dai marziani. Più tardi, il protagonista si reca verso il centro di Londra. Qui ritrova l'artigliere ritirato, in preda a schizofrenia, che scava una buca per attuare i suoi piani per la futura resistenza, che sarebbe dovuta svolgersi nei sotterranei della città. Il protagonista prosegue lasciando il soldato ai suoi deliri.

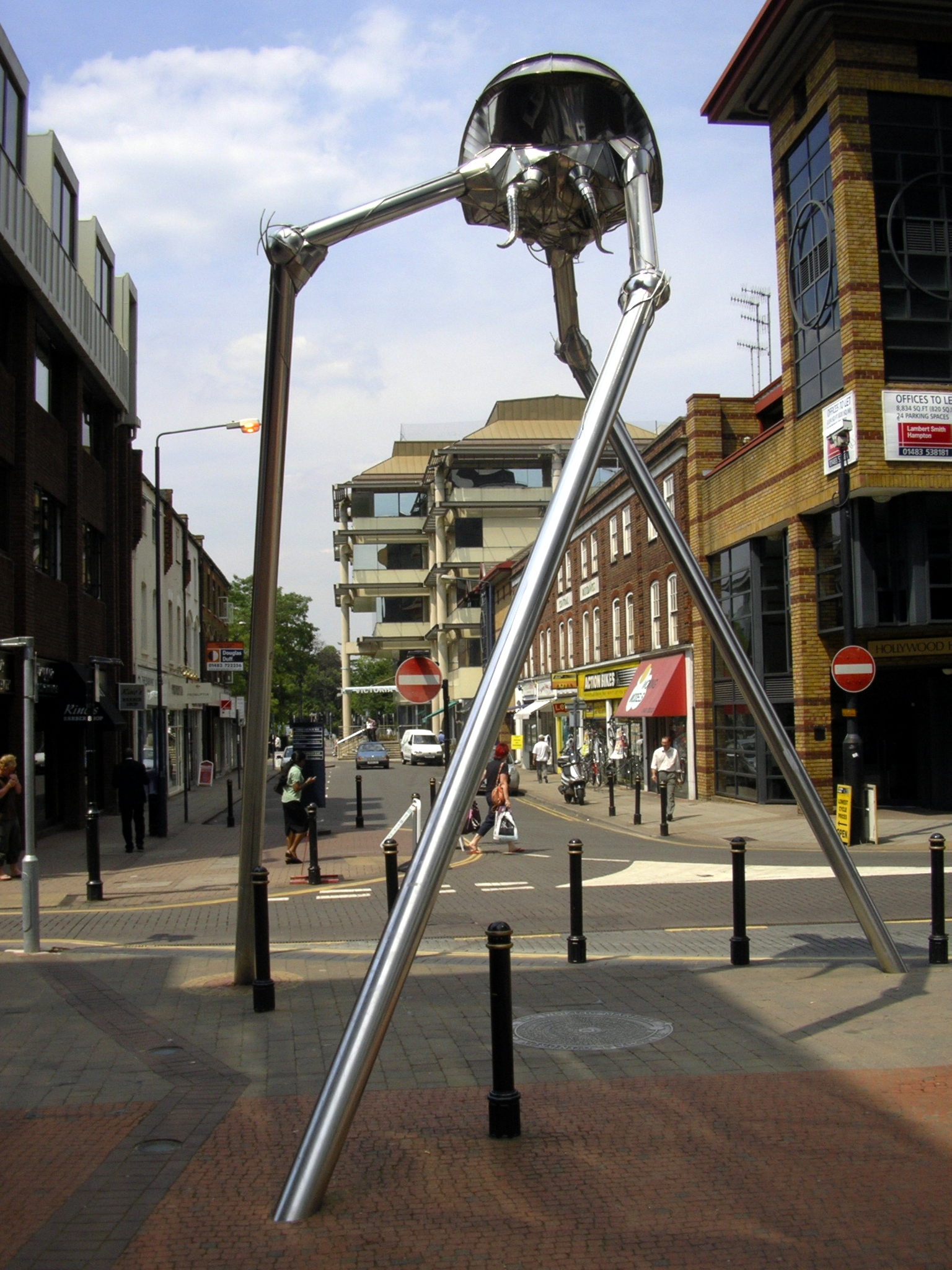
Un tripode alieno rappresentato in una scultura a Woking, nel Surrey.

Il protagonista alla fine decide di uccidersi gettandosi verso i Tripodi. Scopre però con sorpresa che i marziani, insieme alla pianta rossa, sono morti a causa dei batteri dell'atmosfera terrestre, ai quali gli umani sono immuni. Gli uomini iniziano a ripopolare il paese e il clima terrestre ritorna normale. Nel finale, il protagonista torna a casa sua ricongiungendosi con la moglie, che credeva morta e viceversa.

## Interpretazioni
Wells era un forte sostenitore dell'evoluzione e la sua storia di lotta tra Marziani e Terrestri per la conquista della Terra può essere riletta in tal senso, su una scala più grande. Il romanzo riflette l'etica inerente al darwinismo sociale di quel tempo.
Il libro è anche, per ammissione dell'autore stesso, una critica alla politica di colonialismo europeo nei vari continenti. Nelle idee del tempo, la superiorità tecnologica degli Europei dava loro diritto di governare anche nelle altre aree del mondo sugli indigeni. Il romanzo critica questa visione, descrivendo l'invasione aliena come ingiusta e crudele, nonostante la palese superiorità tecnologica dei Marziani. Ce ne parla l'autore nel primo capitolo:
(Capitolo 1, L'alba della guerra)
Alcuni critici riportano un piccolo elemento autobiografico nel romanzo: Wells sembrerebbe essersi particolarmente dedicato al riprodurre nella sua immaginazione la distruzione dei luoghi della sua infelice infanzia.
David McKinght, un attivista per i diritti degli animali, nel 2004 ha sottolineato come almeno cinque dei suoi conoscenti vegetariani e attivisti come lui sono stati sostanzialmente spinti verso la loro scelta dopo la lettura del trattamento riservato dai Marziani agli umani, anche se probabilmente non era intento dell'autore propagandare il vegetarianismo. In molti passaggi, infatti, viene portato un paragone esplicito tra come i Marziani sfruttino gli uomini e come gli uomini facciano lo stesso su mucche, conigli o altri animali che in qualche modo l'uomo prevarica.

## Adattamenti
Numerosi sono stati gli adattamenti per il cinema, la televisione e altri media, tra i quali si ricordano:
- La guerra dei mondi, l'adattamento radiofonico di Orson Welles del 1938
- La guerra dei mondi, film del 1953 di Byron Haskin e prodotto da George Pal
- La guerra dei mondi, fumetto di Bonvi del 1973, numero 34 della serie di Nick Carter
- Jeff Wayne's War of the Worlds, un adattamento musicale di Jeff Wayne del 1978, con la voce di Richard Burton
- Jeff Wayne's War of the Worlds, un videogioco del 1998 ispirato al musical
- Il volume 2 del fumetto La Lega degli Straordinari Gentlemen
- fumetto Topolino e la guerra dei mondi dove i protagonisti hanno le sembianze di Topolino e Pippo in abito primo 'Novecento, in uno scontro assai meno cruento con i nuovi venuti.
- Tre film del 2005: La guerra dei mondi di Steven Spielberg e i mockbuster H.G. Wells' The War of the Worlds di Timothy Hines e War of the Worlds - L'invasione (H.G. Wells' War of the Worlds) di David Michael Latt.
- Nel 2019: la miniserie televisiva britannica del 2019 La guerra dei mondi prodotta dalla Mammoth Screen per la BBC e diretta da Craig Viveiros e la serie televisiva War of the Worlds coproduzione statunitense e francese, diretta da Gilles Coulier e Richard Clark con Gabriel Byrne
- La Guerra dei Mondi, film del 2025 diretto da Rich Lee.

## Edizioni

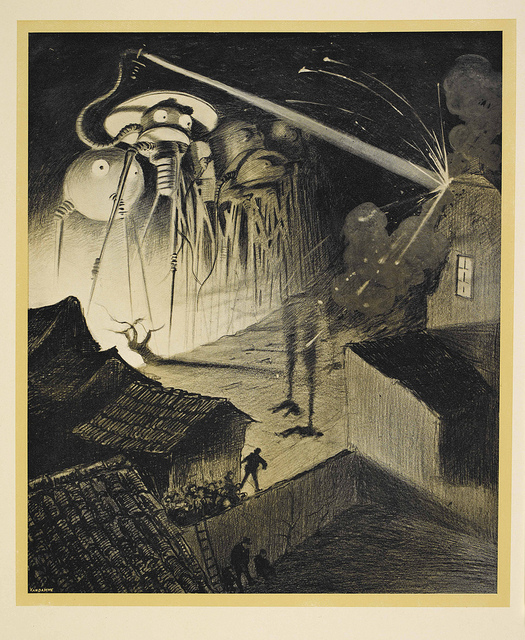
Illustrazione dall'edizione francese del 1906

### In italiano
- La guerra dei mondi, traduzione di Angelo M. Sodini, Collezione di Romanzi Fantastici, Vallardi, 1901.
- La guerra dei mondi, traduzione di A. Salvatore, Ai quattro Venti 11, Chiantore, 1949.
- Il terrore viene da Marte, traduzione di Adriana Motti, Moderna Libreria Straniera, Elmo, 1953.
- La guerra dei mondi, traduzione di A. M. Gianella, Universale Ragazzi Mondadori n.13, Arnoldo Mondadori Editore, 1953.
- La guerra dei mondi, Urania n.14, Arnoldo Mondadori Editore, 1953.
- La guerra dei mondi, traduzione di Simonetta Palazzi, La Scala d'oro, U.T.E.T., 1958.
- La guerra dei mondi, 1ª puntata, Corriere dello Spazio 14, Società Iniziative Editoriali ed Aeronautiche, 1960.
- La guerra dei mondi, 2ª puntata, Corriere dello Spazio n.15, Società Iniziative Editoriali ed Aeronautiche, 1960.
- La guerra dei mondi, 3ª puntata, Corriere dello Spazio 16-17-18, Società Iniziative Editoriali ed Aeronautiche, 1960.
- La guerra dei mondi, traduzione di Adriana Motti, Collana La Biblioteca n.7, Milano, Mursia, 1965. Avventure di fantascienza, I Grandi Scrittori di Ogni Paese, 1966; Avventure del tempo e dello spazio, Le Pleiadi n.6, Mursia, 1973; Tascabili Mursia n.15, 1979; La macchina del tempo e altre avventure di fantascienza, I Grandi Scrittori di Ogni Paese, Mursia, 1980; Letteratura Europea Mursia n.1, 1986; Grande Universale Mursia n.199, 1991.
- I marziani, collana Il futuro dietro l'angolo. La fantascienza e la civiltà del domani, traduzione di A[driana] Motti, I Tascabili per la Scuola, Edizioni A.P.E. Mursia, 1977. (estratto)
- I marziani, traduzione di A[driana] Motti, Il futuro dietro l'angolo, Invito alla lettura, Mursia, 1992. (estratto)
- La guerra dei mondi, I Libri di Avvenimenti, Libera Informazione Editrice, 1998.
- La guerra dei mondi, traduzione di Tullio Dobner, Collana Classici Moderni n.46, Roma, Newton Compton, 2017, ISBN 978-88-227-0236-4.